# メッケル憩室
メッケル憩室（メッケルけいしつ）は真の先天性憩室である。これは、出生時に存在する小腸の小さな膨らみであり、卵黄嚢の痕跡である。消化管の最も一般的な奇形であり、人口の約2%に存在する。症状を呈する例は男性に多い。
メッケル憩室は、16世紀にファブリシウス・ヒルダヌスによって最初に説明され、後の1809年にヨハン・フリードリヒ・メッケルがこの憩室の発生学的起源を説明した 。

## 徴候と症状
メッケル憩室を持つ人々の大多数は無症候性である。症状を呈する場合は2歳以前に現れることが多い。最も一般的な症状は、痛みのない黒色便や血便であり、腸閉塞、軸捻転症、腸重積症がそれに続く。血便は前兆なしに起こり、自然に止まることが多い。また、上腹部から臍部の激しい痛みや膨満感が生じることがある。まれに、異所性膵臓組織を含むメッケル憩室が腹痛と血清アミラーゼレベルの上昇を示し、急性膵炎に類似した症状を示すことがある 。メッケル憩室炎は急性虫垂炎によく似た症状を呈することがある 。
メッケル憩室を持つ人が何らかの合併症を発症する生涯リスクは約4〜6％である。15〜30％の人で胃腸出血、腹膜炎、腸閉塞が発生する可能性がある（表1）。すべての合併症の6.4％のみが外科的治療を必要とし、未治療のメッケル憩室の死亡率は2.5〜15％である 。
表1-メッケル憩室の合併症： 
| 合併症   | 発症の割合（％） |
| -------- | ---------------- |
| 出血     | 20〜30           |
| 腸閉塞   | 20〜25           |
| 憩室炎   | 10〜20           |
| 臍の異常 | ≤10              |
| 新生物   | 0.5-2            |

### 出血
憩室の出血は幼児、特に2歳未満の男児に最もよく見られる 。症状には、便中の真っ赤な血（血便）、脱力感、腹部の圧痛や痛み、場合によっては貧血などがある 。
出血の原因は次のとおりである。
- 異所性胃または膵臓粘膜：

1. 憩室に他の組織タイプの粘膜の胚の残骸が含まれている場合。
2. 異所性粘膜からの胃酸またはアルカリ性膵液の分泌は、隣接する回腸粘膜、すなわち消化性潰瘍または膵臓潰瘍の潰瘍形成につながる[11]。
3. 憩室での腸の痛み、出血、または穿孔が生じる可能性がある。
4. 機械的刺激も侵食と潰瘍を引き起こす可能性がある。

- 消化管出血は自己制限的かもしれませんが、慢性出血は鉄欠乏性貧血につながる可能性がある [12]。

便の外観が出血の性質を示している場合がある。
- タール便：上部消化管の軽度の出血による遅い腸通過によって生成される血液の変化
- 真っ赤な血便：活動性の出血
- 血痕のある便：裂肛
- イチゴゼリー様の血便：腸の虚血は大量の粘液産生を引き起こし、腸の一部が別の腸重積症に陥入していることを示している可能性がある。

### 憩室炎
憩室の炎症は、虫垂炎の症状、すなわち胆管周囲の圧痛および断続的な窮屈な腹痛に類似した症状を生じる可能性がある。炎症を起こした憩室の穿孔は腹膜炎を引き起こす可能性がある。憩室炎も癒着を引き起こし、腸閉塞を引き起こす可能性がある 。
憩室炎は以下から生じる可能性がある：
- ねじれが発生した憩室先端に付着する中隔帯との関連により、炎症や虚血を引き起こす [14]。
- 憩室の異所性胃粘膜に起因する消化性潰瘍
- 外傷または摂取した異物による穿孔後、メッケル憩室に留まる野菜、種子、魚/鶏の骨の茎など。 [15]
- 腫瘍、腸結石、異物による管腔閉塞、鬱滞または細菌感染を引き起こす [16]。
- 急性虫垂炎との関連[6]

### 腸閉塞
症状：嘔吐、腹痛、重度または完全な便秘。 
- 憩室と臍をつなぐ臍の血管の残骸は、線維性またはねじれ帯（軸捻転）を形成し、小腸を閉じ込めて閉塞を引き起こす可能性がある。限局性の胆管周囲の痛みは、右下象限で発生する可能性がある（虫垂炎など）。 [16]
- 「嵌頓」：メッケル憩室が鼠径ヘルニアに入り込むものをLittréヘルニアと呼ぶが、これが戻らなくなると腸閉塞となる[18]。
- 狭窄を引き起こす慢性憩室炎
- 閉鎖孔の憩室の絞扼。
- 腫瘍、例えば癌腫：憩室で発生する腺癌の直接の広がりは閉塞につながる可能性がある
- 結石症、メッケル憩室で形成される石が次の症状を生じることがある。

1. 回腸末端に押し出され、閉塞につながる
2. 局所炎症と腸重積症を誘発する [16]。

- 憩室自体または憩室内の腫瘍が腸重積症を引き起こす可能性がある。たとえば、回腸から結腸まで、閉塞を引き起こす。この症状には、「イチゴゼリー」便や下腹部の触知可能なしこりなどがある [8]。これは、次のいずれかの理由により、憩室が回腸の内腔に反転したときに発生する。

1. 刺激因子を除去しようとする憩室のアクティブな蠕動メカニズム
2. 食品の輸送などの受動的なプロセス[10]

### 臍の異常
憩室と臍の間の異常には、以下の原因による線維性索、嚢胞、瘻、サイナスが含まれる
- 胆管周囲の皮膚の感染または皮膚むしり、排出洞
- 再発性感染症とサイナスの治癒
- 腹壁の膿瘍形成
- 線維性索は捻転形成と内部ヘルニアのリスクを高める

### 新生物
メッケル憩室の腫瘍は、出血、急性腹痛、胃腸閉塞、穿孔または腸重積症を引き起こす可能性がある 。
- 良性腫瘍：

1. 平滑筋腫
2. 脂肪腫
3. 血管および神経筋過誤腫

- 悪性腫瘍：

1. カルチノイド：最も一般的、44％
2. 間葉系腫瘍：平滑筋肉腫、末梢神経鞘および消化管間質腫瘍、35％
3. 腺癌、16％
4. 線維形成性小円形細胞腫瘍

### その他の合併症
- メッケル憩室内の憩室（娘憩室）
- メッケル憩室内結石
- メッケル憩室内翻症
- 膀胱メッケル憩室瘻[8]

## 病態生理学

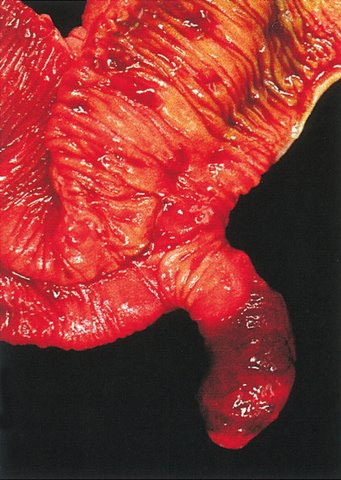
メッケル憩室の手術標本

卵黄腸管（卵黄管、または卵黄茎）は通常、胚性中腸を卵黄嚢に腹側で接続し、胚発生中に中腸に栄養素を提供する。卵黄嚢は徐々に狭くなり、妊娠5週から8週の間に消える。
メッケル憩室では、卵黄嚢の近位部分は退行およびインボリュートに失敗し、これは可変の長さおよび位置の残骸として残る 。孤立した憩室は、回腸の腸間膜の境界（腸間膜の付着の反対側）にあり、胚の臍帯まで伸びている 。左右の卵黄動脈は、原始的な背側大動脈から始まり、卵黄管とともに移動する。右は憩室に末端枝を供給する上腸間膜動脈になり、左はインボリュートする 。独自の血液供給があるため、メッケル憩室は閉塞や感染症にかかりやすい。
メッケル憩室は回腸遠位部にあり、通常は回盲弁から60〜100cm以内の位置にある。このブラインドセグメントまたは小さなポーチの長さは約3〜6cmで、回腸よりも内腔の直径が大きい場合がある 。この憩室は腸間膜に通じ、自身の血液供給を持っている。これは胚発生時に存在する卵黄嚢から小腸への接続の残骸である。真の憩室であり、粘膜、粘膜下組織、固有筋層の3層すべての腸壁で構成されている 。
卵黄管は多能性の細胞内層で構成されているため、メッケル憩室には他の組織タイプの胚の残骸を含む異常な組織が潜んでいる可能性がある。空腸、十二指腸粘膜またはブルナーの組織がそれぞれ異所性症例の2％で発見された。胃粘膜と膵臓組織の異所性の残りは、それぞれ症例の60％と6％に見られる。異所性とは、臓器が通常の解剖学的位置から移動することを意味する 。このメッケル憩室の炎症は虫垂炎に類似した症状を生じることがある。したがって、虫垂切除術中に、回腸にメッケル憩室が存在するかどうかを確認する必要がある。存在することが判明した場合は、虫垂と一緒に回腸を除去する必要がある。
「2」のルールが記憶補助となる： 
- （人口の） 2％
- 2フィート（回盲弁の近位）
- 2インチ（長さ）
- 2種類の一般的な異所性組織（胃と膵臓）
- 2歳は臨床症状で最も一般的な年齢である
- 2：1の男性：女性の比率

ただし、上記の基準の正確な値は0.2〜5の範囲である（たとえば、有病率はおそらく0.2〜4％である）。
また、「リトレのヘルニア」として知られている、通常は右側にある間接ヘルニアとして存在することもある。メッケル憩室を伴う絞扼性臍ヘルニアの症例報告の文献もある 。また、卵黄嚢が卵黄靱帯により臍領域に付着する可能性、あるいは特許卵黄管は、卵黄形成瘻孔を臍帯を切断したとき。腸の茎の周りの腸のねじれも発生する可能性があり、閉塞、虚血、および壊死につながる。

## 診断

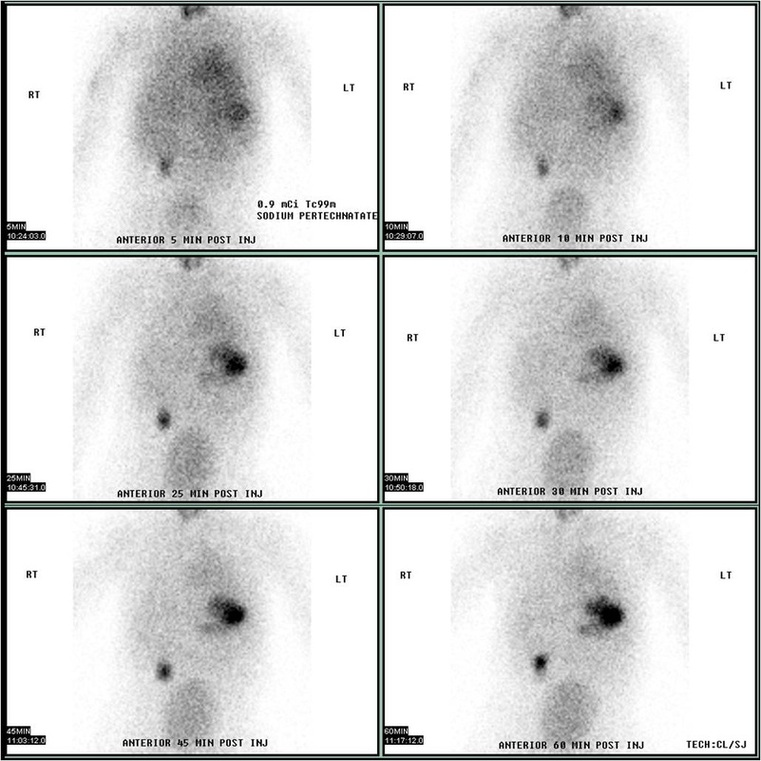
テクネチウム-メッケル憩室を使用した99m過テクネチウム酸塩スキャン。

テクネチウム-99m （ 99mTc ）過テクネチウム酸塩スキャンは、メッケルスキャンとも呼ばれ、小児のメッケル憩室を診断するために選択される調査である。このスキャンは胃粘膜を検出する;症候性メッケル憩室の約50％には異所性の胃細胞または膵臓細胞が含まれているため これは胃自体から離れたスキャン上のスポットとして表示される。小児では、このスキャンは非常に正確で非侵襲的であり、95％の特異性と85％の感度を備えている 。しかしながら、成人では、検査は9％の特異性と62％の感度しかない 。
これらの胃細胞の置き忘れのある患者は、結果として消化性潰瘍を経験する可能性がある。したがって、結腸内視鏡検査や出血性疾患のスクリーニングなどの他の検査を実施する必要があり、血管造影は出血の場所と重症度を判断するのに役立つ。結腸内視鏡検査は他の出血源を除外するのに役立つかもしれないが、診断目的には使用されない。

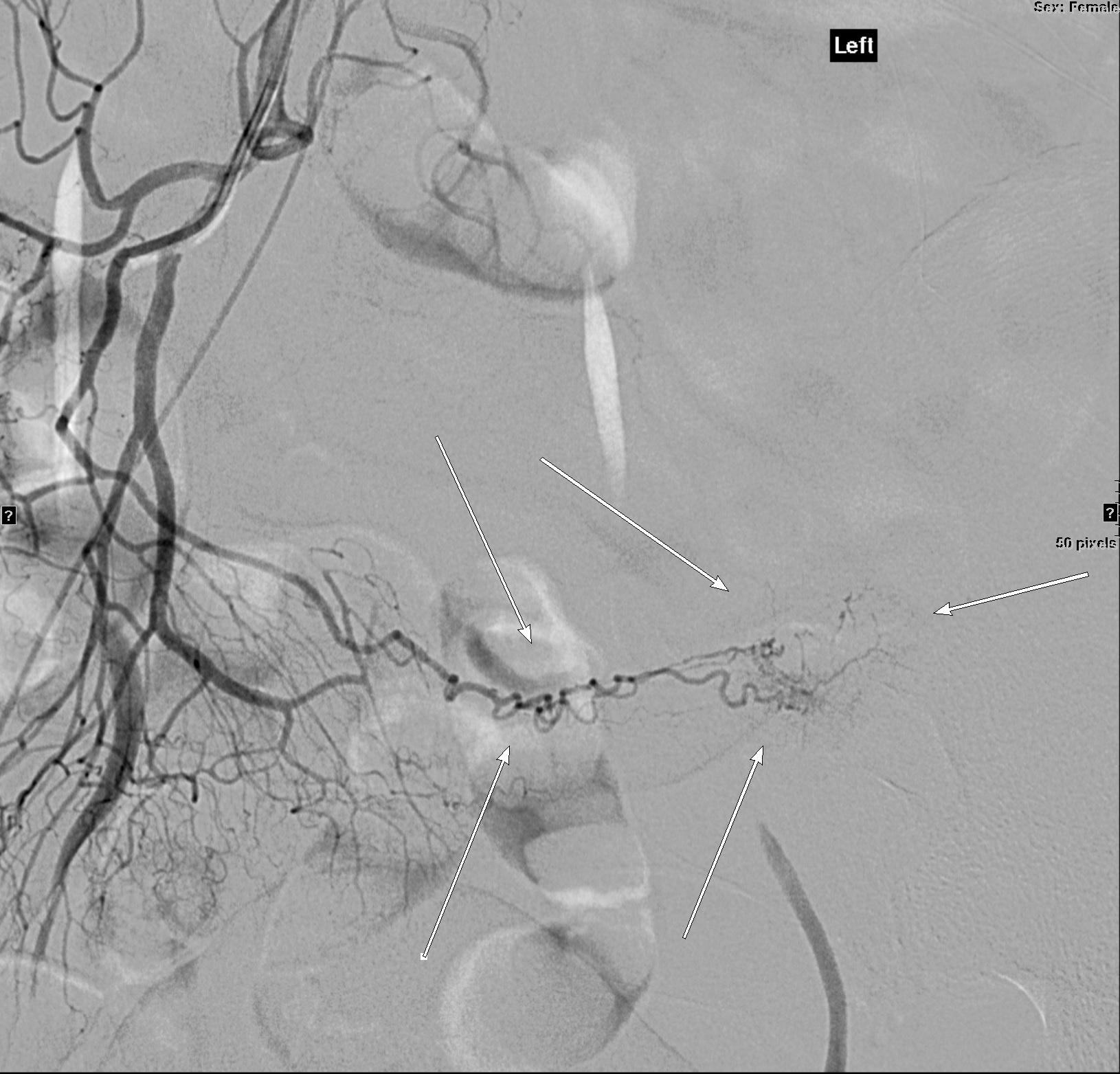
出血を呈したメッケル憩室の血管造影。

血管造影は、メッケル憩室の患者の活発な出血を特定する可能性がある 。
超音波検査は、卵黄腸管の残骸または嚢胞を示すことができる 。コンピュータ断層撮影（CTスキャン）は、虫垂ではない腹腔中央部の盲端構造で炎症を起こした構造を示すのに役立つ 。
無症候性の患者では、メッケル憩室は腹腔鏡検査または開腹術中の偶発的所見として診断されることがよくある。

## 処理
治療は外科的であり、腹腔鏡下切除を伴う可能性がある 。出血、腸の絞扼、腸穿孔または腸閉塞のある患者では、治療にはメッケル憩室自体と隣接する腸セグメントの両方の外科的切除が含まれ、この手順は「小腸切除」と呼ばれる 。前述の合併症のない患者では、治療はメッケル憩室の外科的切除のみを含み、この手順は単純憩室切除術と呼ばれる 。
無症候性のメッケル憩室に関しては、急性腹症に対して虫垂切除術/開腹術を行うすべての症例でメッケル憩室の検索を行うことを推奨する人もいる。発見された場合はメッケル憩室切除を行って、二次的な合併症を回避する必要がある ・

## 疫学
メッケル憩室は人口の約2％で発生する 。男性の有病率は女性の3〜5倍である 。症候性の症例はわずか2％であり、通常は2歳の子供に見られる 。
メッケル憩室のほとんどの症例は、合併症が顕在化した場合、または他の理由による開腹術、腹腔鏡検査、小腸の造影検査などで偶発的に診断される。成人の典型的な症状には、腸閉塞と憩室の炎症（憩室炎）が含まれる。痛みのない直腸出血は、最も一般的に幼児に発生する 。
回腸憩室の炎症は虫垂炎に類似した症状があるため、その診断は臨床的に重要である。メッケル憩室の生命を脅かす合併症に対処するのには、病態生理学的特性に関する詳細な知識が不可欠である 。

## メッケル憩室癌による死亡例
「愛は勝つ」が大ヒットした歌手のKANは2023年11月にメッケル憩室癌のため死亡した。これは日本では数十例ほどしか症例がないとされる。